# ایستگاه تورانومون
ایستگاه تورانومون (به لاتین: Toranomon Station) یک ایستگاه مترو در ژاپن است که در تورانومون واقع شده‌است.